# ظهرة الكوفي (القفر)

تعديل مصدري - تعديل

ظهرة الكوفي هي إحدى قرى عزلة بني ساوي بمديرية القفر التابعة لمحافظة إب، بلغ تعداد سكانها 616 نسمة حسب تعداد اليمن لعام 2004.